# Prisade
Prisade (en serbe cyrillique : Присаде) est un village de Bosnie-Herzégovine. Il est situé sur le territoire de la ville de Doboj et dans la république serbe de Bosnie. Selon les premiers résultats du recensement bosnien de 2013, il compte 26 habitants.

## Démographie

### Évolution historique de la population dans la localité
| 1948 | 1953 | 1961 | 1971 | 1981 | 1991 | 2013 |
| ---- | ---- | ---- | ---- | ---- | ---- | ---- |
| -    | -    | 360  | 401  | 411  | 414  | 26   |

|  |